# 데미호보 차량 공장
데미호보 차량 공장(러시아어: Демиховский машиностроительный завод)은 직류·교류형 전동차를 생산하는 러시아의 기업이다. 1935년 창립 이후 여러 분야에 진출하였는데, 그 중에는 중화학 공업과 석탄 산업도 있었다. 현재의 주력 사업은 직류 3kV·교류 25kV 50Hz형 전동차이다. 회사 창설 이후로 17종류, 3000량 이상의 철도 차량을 만들어 왔으며, 러시아, 우크라이나, 벨라루스, 카자흐스탄 등지에서 사용되고 있다.
현재 종업원 수는 약 3500명이고, 사장은 올레그 파블로프이다. 트란스마시홀딩의 일부분이다. 주력 차량은 ED4, ED9 계열 전동차이다.

## 역사
1935년 소련의 중공업 활성화 정책에 의해서 설립되었다.